# حملة هرقل (622)
حملة هرقل عام 622م كانت حملة كبرى في الحرب الساسانية البيزنطية 602-628 التي قادها الإمبراطور البيزنطي هرقل والتي بلغت ذروتها بانتصار بيزنطي ساحق في الأناضول.
في عام 622 كان الإمبراطور البيزنطي هرقل مستعدًا لشن هجوم مضاد ضد الفرس الساسانيين الذين اجتاحوا معظم المقاطعات الشرقية للإمبراطورية البيزنطية . غادر القسطنطينية في اليوم التالي للاحتفال بعيد الفصح يوم الأحد 4 أبريل 622.
من أجل القضاء على كل من القوات الفارسية في الأناضول وسوريا، كانت حركته الأولى هي الإبحار من القسطنطينية إلى بيلاي في بيثينيا. وأمضى الصيف في التدريب من أجل تحسين مهارات رجاله وقيادته. في الخريف، قطع هرقل خط الامدادات الفارسية إلى الأناضول من وادي الفرات بالزحف إلى شمال كبادوكيا. أضطرت القوات الفارسية في الأناضول بقيادة شهربراز على التراجع من الخطوط الأمامية في بيثينيا وغلاطية إلى شرق الأناضول من أجل منع وصوله إلى بلاد فارس.
حقق هرقل انتصارًا ساحقًا على شهربراز في مكان ما في كبادوكيا. وكان العامل الرئيسي بهذا الانتصار هو اكتشاف هرقل لقوات فارسية مختبئة في كمين والرد على هذا الكمين بالتظاهر بالتراجع أثناء المعركة. فترك الفرس اماكنهم لمطاردة البيزنطيين، وعندها هاجمت نخبة أوبتيماتو التابعة لهرقل الفرس الملاحقين مما دفعهم إلى الفرار. وبالتالي أنقذ الأناضول من الفرس.